# Príncipe Hamlet
El príncipe Hamlet es protagonista de la obra Hamlet, príncipe de Dinamarca del dramaturgo inglés William Shakespeare. Es el príncipe de Dinamarca, sobrino del usurpador Claudio e hijo del rey Hamlet, el anterior rey de Dinamarca. Al comienzo de la obra, él lucha sobre sí mismo y para vengar el asesinato de su padre, lucha con su propia cordura en el camino. Al final de la tragedia, Hamlet ha causado la muerte de Polonio, Laertes, Claudio y Rosencrantz y Guildenstern, dos conocidos suyos de la Universidad de Wittenberg. También está indirectamente involucrado en la muerte de su amor Ofelia (ahogado) y de su madre Gertrudis (envenenada por Claudio por error).

## Papel en la obra
La obra comienza en el castillo de Dinamarca, con Hamlet profundamente deprimido por la reciente muerte de su padre, el rey Hamlet, y la ascensión de su tío Claudio al trono y el matrimonio apresurado con la madre de Hamlet, Gertrudis. Una noche, el fantasma de su padre se le aparece y le dice que Claudio lo asesinó para usurpar el trono, y le ordena a su hijo vengar su muerte.
Claudio envía a dos de los amigos de Hamlet desde Wittenberg, para averiguar qué le está causando tanto dolor. Claudio y su consejero Polonio persuadieron a Ofelia —la hija de Polonio y el interés amoroso de Hamlet— de hablar con Hamlet mientras escuchaban en secreto. Hamlet entra, contemplando el suicidio mientras pronuncia su soliloquio ("Ser o no ser"). Ofelia lo saluda y le ofrece devolverle sus recuerdos (unas cartas que Hamlet le envió), tras lo cual Hamlet cuestiona su honestidad, se pone furioso y le dice que se marche a vivir "a un convento de monjas".
Hamlet diseña una prueba para ver si Claudio es culpable: contrata a un grupo de actores para que interpreten una obra sobre el asesinato de un rey frente a la corte real y hace que Horacio evalúe la reacción de Claudio. Claudio exige que la obra se detenga a medias porque es la causa de su conciencia culpable. Cuando Claudio deja a la audiencia profundamente molesta, Hamlet sabe que el fantasma estaba diciendo la verdad. Sigue a Claudio a sus aposentos para matarlo, pero se detiene cuando ve a su tío rezando; él no quiere matar a Claudio mientras está en estado de gracia porque Hamlet quiere que Claudio sufra en el purgatorio y Claudio acaba de intentar limpiar su pecado a través de la confesión. Un segundo atentado contra la vida de Claudio termina en la muerte accidental de Polonio.
Claudio, ahora temiendo por su vida, envía a Hamlet a Inglaterra, acompañado (y vigilado de cerca) por Rosencrantz y Guildenstern. Solo, Claudio revela que en realidad está enviando a Hamlet a su muerte. Antes de embarcarse hacia Inglaterra, Hamlet esconde el cuerpo de Polonio y finalmente revela su ubicación a Claudio. Mientras tanto, la muerte de su padre ha enloquecido a Ofelia de dolor y Claudio convence a su hermano Laertes de que Hamlet es el culpable. Propone un combate de esgrima entre los dos y Laertes le informa al rey que envenenará aún más la punta de su espada para que un simple rasguño signifique una muerte segura, mientras que Claudio planea ofrecer vino envenenado a Hamlet si eso falla. Gertrudis entra para informar que Ofelia ha muerto.
En el cementerio de Elsinor, dos hombres, típicamente representados como "sepultureros", entran para preparar la tumba de Ofelia. Hamlet llega con Horacio y bromea con uno de ellos, que desentierra el cráneo de Yorick, un bufón a quien Hamlet conoció de que eran niños. Se acerca la procesión fúnebre de Ofelia, dirigida por Laertes. Hamlet interrumpe, profesando su propio amor y pena por Ofelia. Él y Laertes luchan, pero Claudio y Gertrudis rompen la pelea.
Más tarde ese día, Hamlet le dice a Horacio de que como escapó de la muerte en su viaje, revelando que Rosencrantz y Guildenstern han sido enviados a su muerte. Un cortesano, Osric, interrumpe para invitar a Hamlet a que se vaya con Laertes. A pesar de las advertencias de Horacio, Hamlet acepta y comienza el pelea. Después de varias rondas, Gertrudis brinda por Hamlet y bebe accidentalmente el vino que Claudio envenenó. Entre combates, Laertes ataca y perfora a Hamlet con su espada envenenada; en el enfrentamiento resultante, Hamlet pretende usar la espada envenenada de Laertes contra él. Gertrudis cae y en su último aliento, anuncia que ha sido envenenada. En sus últimos momentos, Laertes se arrepiente y le revela a Hamlet la trampa de Claudio. Hamlet, encolerizado, apuñala a Claudio con la espada envenenada, y luego lo obliga a beber de su propia copa envenenada para asegurarse de que muera. En sus momentos finales, Hamlet declara al príncipe Fortimbrás de Noruega como el probable heredero al trono. Horacio intenta suicidarse con el mismo vino envenenado, pero Hamlet lo detuvo, por lo que será el único que quede con vida para contar la historia completa. Luego dirige el trono de Dinamarca a Fortimbrás antes de morir.

## Vistas de Hamlet
Quizás la visión más directa ve a Hamlet buscando la verdad para estar seguro de que está justificado para llevar a cabo la venganza requerida por un fantasma que dice ser el espíritu de su padre. La película de 1948 con Laurence Olivier en el papel principal es presentada por una voz en off: "Esta es la tragedia de un hombre que no podía decidirse".

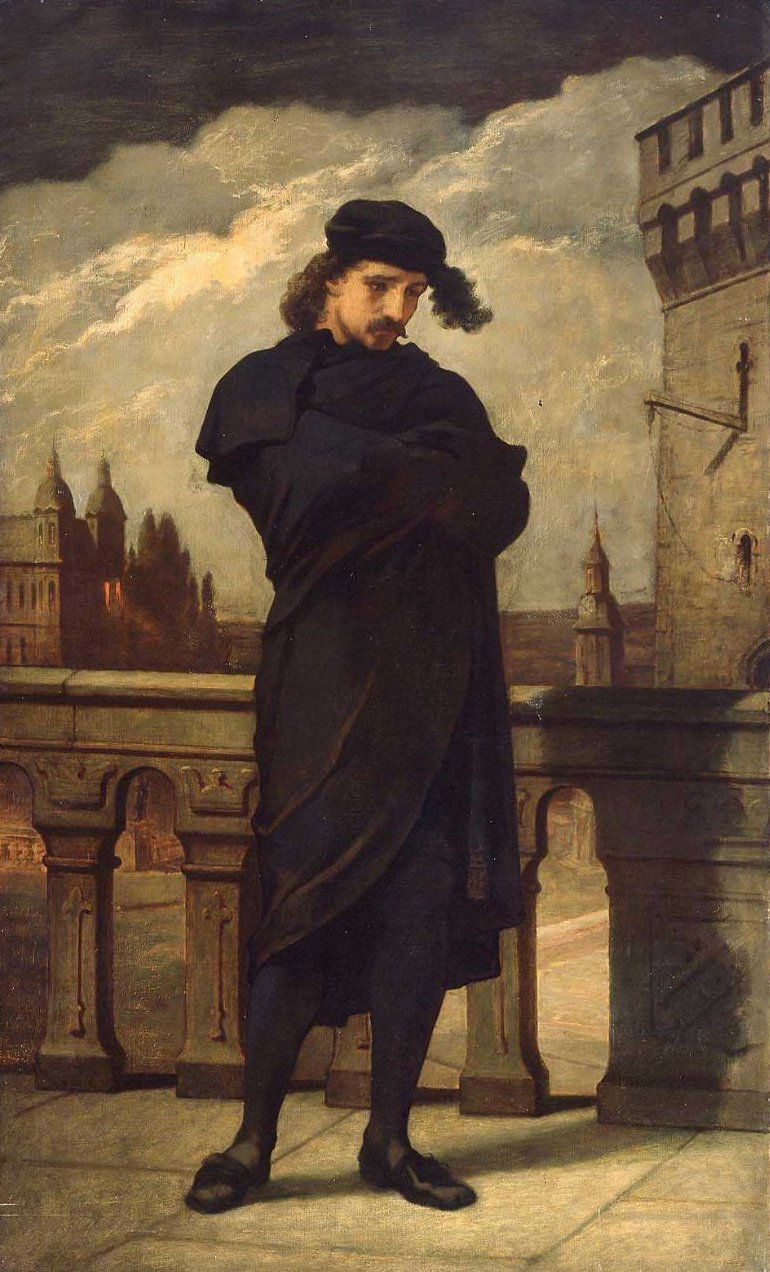
Hamlet, de William Morris Hunt.

El autor T. S. Eliot ofrece una visión similar del personaje de Hamlet en su ensayo crítico, Hamlet y sus problemas (The Sacred Wood: Ensayos sobre poesía y crítica). En ella afirma: "Encontramos 'Hamlet' de Shakespeare no en la acción, ni en ninguna cita que podamos seleccionar, sino en un tono inconfundible...".
Otros ven a Hamlet como una persona acusada de un deber que él sabe y siente que es correcto, pero que no está dispuesto a cumplir. Desde este punto de vista, sus esfuerzos por satisfacerse con la culpa de Claudio y su incapacidad para actuar cuando puede son evidencia de esta falta de voluntad, y Hamlet se regaña a sí mismo por su incapacidad para llevar a cabo su tarea. Después de observar a un actor de teatro interpretando una escena, observa que el actor se conmovió hasta las lágrimas en la pasión de la historia y compara esta pasión por un personaje del griego antiguo, Hecuba, a la luz de su propia situación:

¡Oh, qué pícaro y campesino esclavo soy!
¿No es monstruoso que este jugador aquí?
Pero en una ficción, en un sueño de pasión,
podría forzar su alma así a su propia vanidad
Que de ella trabajando todo su rostro quería;
lágrimas en sus ojos, distracción en el aspecto,
una voz quebrada, y toda su función adecuada
¿Con formas a su vanidad? ¡Y todo por nada!
¿Para Hecuba?
¿Qué es Hecuba para él o él para Hecuba?
¿Que debería llorar por ella? [...]

### Etimología de su nombre
El nombre Hamlet aparece en la forma de Amleth en un libro de historia danesa del siglo XIII escrito por Saxo Grammaticus, popularizado por François de Belleforest como L'histoire tragique d'Hamlet, y que aparece en la traducción al inglés como "Hamblet". Se supone que la historia de Amleth se originó en la poesía nórdica o islandesa antigua de varios siglos antes. Saxo lo tiene como Amlethus, la forma latina del antiguo Amlethæ. En términos de etimología, el antiguo nombre islandés Amlóði proviene del sustantivo islandés amlóði,que significa "tonto", lo que sugiere la forma en que Hamlet actúa en la obra. Más tarde, estos nombres se incorporaron al dialecto irlandés como Amlodhe. A medida que las leyes fonéticas siguieron su curso, la ortografía del nombre cambió y finalmente se dejó como Amlaidhe. Este nombre irlandés fue dado a un héroe en una historia popular común. La raíz de este nombre es 'furioso, furioso, salvaje'.

### Influencia de la Reforma

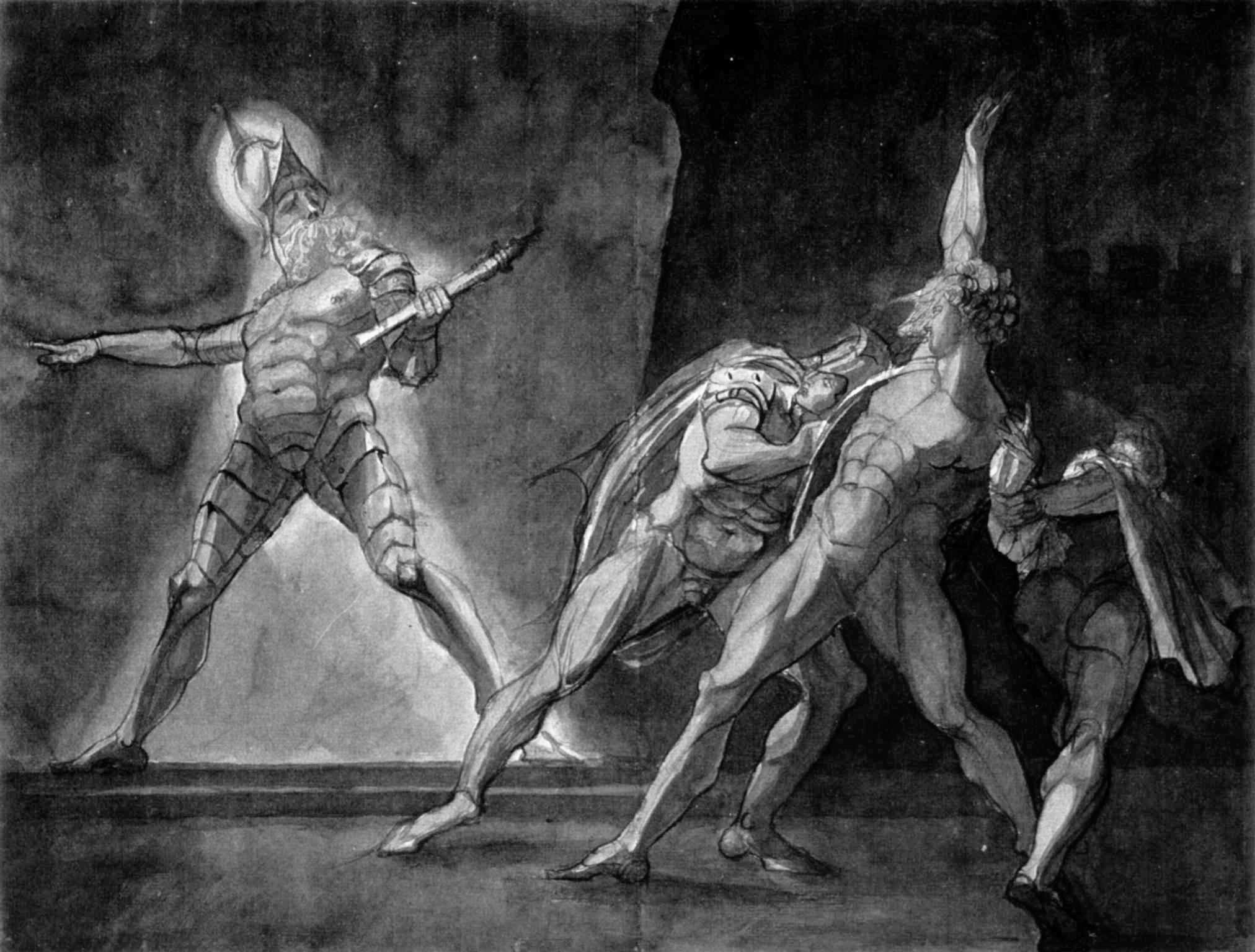
Marcelo, Horacio, Hamlet y el fantasma, de Henry Fuseli.

También se ha sugerido que las dudas de Hamlet también pueden estar enraizadas en las creencias religiosas de la época de Shakespeare. La Reforma Protestante había generado debate sobre la existencia del purgatorio (donde el rey Hamlet afirma que actualmente reside). El concepto del purgatorio es católico y fue mal visto en la Inglaterra protestante. Hamlet dice que no matará a su tío porque la muerte lo enviaría directamente al cielo, mientras que su padre (que murió sin conocimiento previo de su muerte) está en el purgatorio haciendo penitencia por sus pecados. La oportunidad de Hamlet de matar a su tío llega justo después de que el tío supuestamente haya hecho las paces con Dios. Hamlet dice que preferiría apuñalar al asesino mientras apostaba en las "sábanas incestuosas", o apostaba y bebía, para estar seguro de que irá directamente al infierno.

### Interpretación freudiana
Ernest Jones, siguiendo el trabajo de Sigmund Freud, sostuvo que Hamlet sufría del complejo de Edipo. Él dijo en su ensayo El complejo de Edipo como una explicación del misterio de Hamlet: un estudio en el motivo:

Su destino moral está ligado al de su tío para bien o para mal. El llamado al deber de matar a su tío no puede ser obedecido porque se vincula con el llamado de su naturaleza de matar al esposo de su madre, ya sea el primero o el segundo; la última llamada está fuertemente "reprimida" y, por lo tanto, necesariamente también la primera.

Harold Bloom hizo una "crítica de Shakespeare" del trabajo de Freud en respuesta.

### Como espejo de la audiencia

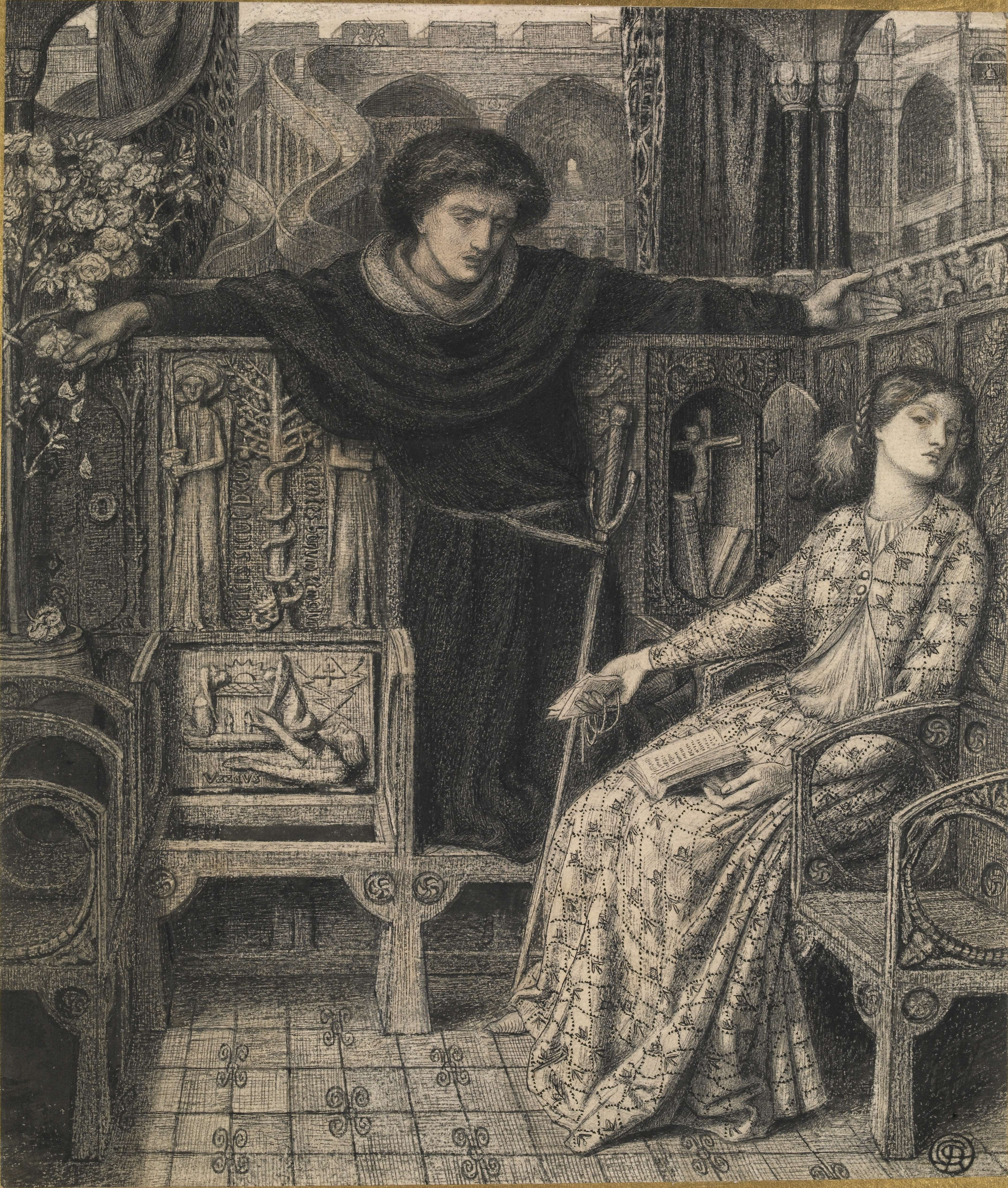
Hamlet y Ofelia, de Dante Gabriel Rossetti.

También se ha sugerido que Hamlet, a quien Ofelia describe como "la expectativa y la rosa del estado justo, el cristal de la moda y el molde de la forma" (Acto III, Escena I, líneas 148–9), es en última instancia, un reflejo de todas las interpretaciones que poseen otros personajes de la obra, y tal vez también por los miembros de una audiencia que lo mira. Polonio, muy obviamente, tiene la costumbre de interpretar mal sus propias expectativas en las acciones de Hamlet ("¡Todavía estoy molestando a mi hija!"), aunque muchos otros personajes de la obra participan en un comportamiento análogo.
Gertrudis tiene una tendencia similar a interpretar todas las actividades de su hijo como resultado solo de su "matrimonio descarado". Rosencrantz y Guildenstern tienden a encontrar las ambiciones estancadas de un cortesano en el comportamiento de su antiguo compañero de escuela, mientras que Claudio parece preocuparse por la motivación de Hamlet solo en la medida en que revela el grado en que su sobrino es una amenaza potencial. Ofelia, como su padre, espera en vano a que Hamlet le dé señales de afecto, y Horacio tendría pocas razones para pensar que Hamlet estaba preocupado por algo más apremiante que el mandamiento del fantasma. Y el primer sepulturero parece pensar que el príncipe Hamlet, como ese "tipo loco loco", Yorick, está simplemente loco sin ninguna explicación. Varios críticos, incluido Stephen Booth y William Empson han investigado más a fondo la relación análoga entre Hamlet, la obra y su audiencia.

### Paralelos con otros personajes
Un aspecto del personaje de Hamlet es la forma en que refleja a otros personajes, incluido el antagonista principal de la obra, Claudio. En la obra dentro de una obra, por ejemplo, Gonzago, el rey, es asesinado en el jardín por su sobrino, Luciano; aunque el rey Hamlet es asesinado por su hermano, en El asesinato de Gonzago, que Hamlet llama burlonamente "La trampa para ratones" cuando Claudio pregunta "¿Cómo llamas a la obra?", el regicida es un sobrino, como el príncipe Hamlet. Sin embargo, también vale la pena señalar que cada uno de los personajes de los mapas de juego dentro de un juego a dos personajes principales en Hamlet, una instancia de los muchos dobles de la obra:
- Luciano, como Hamlet, es tanto un regicida como un sobrino del rey; al igual que Claudio, es un regicida que opera vertiendo veneno en los oídos.
- El Rey del apostador, como Hamlet, es un melancólico errático; al igual que el rey Hamlet, su personaje en El asesinato de Gonzago es envenenado a través de la oreja mientras se reclina en su huerto.
- La Reina del apostador, como Ofelia, atiende a un personaje en El asesinato de Gonzago que está "muy lejos de ser alegre y de un estado anterior"; al igual que Gertrudis, se vuelve a casar con un regicida.

Hamlet también es, de alguna forma, un reflejo de la mayoría de los otros personajes de la obra (o quizás viceversa):
- Hamlet, Laertes, Fortimbrás y Pyrrhus son hijos vengadores. Hamlet y Laertes culpan a Claudio por la muerte de sus padres. Hamlet y Pyrrhus son capturados por inacción en algún momento de sus respectivas narraciones y cada uno venga a su padre. Hamlet y Fortimbrás tienen planes frustrados por tíos que también son reyes.
- Hamlet, Rosencrantz, Guildenstern, Osric y Polonio son cortesanos.
- Hamlet, su padre, Bernardo, Marcelo, Francisco, Fortimbrás y varios otros personajes son todos soldados.
- Hamlet y su padre comparten un nombre (al igual que Fortimbrás y su padre).
- Hamlet, Horacio, Rosencrantz, Guildenstern y Laertes son todos estudiantes.
- Hamlet, su padre, Gertrudis y Claudio son todos miembros de la Familia Real. Cada uno de ellos también es asesinado por un veneno, veneno del que Claudio es responsable.
- Hamlet y Ofelia son reprendidos por sus padres sobrevivientes en escenas posteriores; el padre sobreviviente de cada uno es del sexo opuesto. Ambos también entran en escena leyendo libros y hay un contraste entre la (posiblemente) fingida locura de Hamlet y la verdadera locura de Ofelia.
- Hamlet, Horacio, Polonio, Rosencrantz, Guildenstern, Daine y Claudio son "espías legales" en algún momento de la obra.

### La edad de Hamlet
En el Acto V, Escena I, Hamlet le pregunta al primer sepulturero en la línea 147 y siguientes, cuánto tiempo ha "sido un sepulturero". Su respuesta parece determinar la edad de Hamlet para nosotros de una manera indirecta pero muy explícita. El sepulturero dice que ha ejercido su profesión desde el día en que el rey Hamlet derrotó al rey Fortimbrás, que fue "el mismo día en que nació el joven Hamlet". Luego, un poco más tarde, agrega que "he estado sexualmente aquí, hombre y niño, treinta años". Según esta lógica, Hamlet debe tener treinta años. Se dice que Yorick, el bufón muerto cuyo cráneo Hamlet sostiene durante esta escena, estuvo en la tierra "tres y veinte años", lo que haría que Hamlet no tuviera más de siete años la última vez que cabalgó sobre la espalda de Yorick.
Esta visión de la edad de Hamlet está respaldada por el hecho de que Richard Burbage, el actor que originalmente interpretó el papel, tenía treinta y dos años en el momento del estreno de la obra.
Sin embargo, se ha presentado un caso que en una etapa temprana en Hamlet, con su aparente historial de revisiones múltiples, Hamlet fue presentado a los dieciséis años. Varias pruebas respaldan esta opinión. Hamlet asiste a la Universidad de Wittenberg, y los miembros de la realeza y la nobleza (isabelina o danesa medieval) no asistieron a la universidad a los 30 años. Además, un príncipe Hamlet de 30 años claramente habría tenido la edad de gobernar. Dada su gran popularidad (mencionada por Claudio), esto plantearía la cuestión de por qué no fue él, sino su tío, quien fue elegido para suceder al trono tras la muerte del rey Hamlet.
La línea sobre la duración de la carrera del sepulturero no aparece en el primer cuarto de Hamlet; en ese texto se dice que Yorick estuvo en el suelo solo doce años. Además, en Belleforest, posiblemente una de las fuentes de Shakespeare para la historia, se dice que Amleth "no ha alcanzado el estado del hombre". Y en la ortografía original del texto en folio, uno de los dos textos autorizados para la obra, la respuesta del sepulturero a cuánto tiempo ha sido "un sepulturero" dice "¿Por qué estuvo en Denmarke ?: Heue bin sixeteene heere, man y Niño de treinta años..." "Sixteene" generalmente se representa como "sexton" (una modernización del "sexten" del segundo cuarto), incluso en textos modernos que toman F1 como su texto de copia. Pero la modernización de la puntuación, una práctica normal en los textos modernizados, hace que "Por qué estuvo en Denmarke: he bin bin sixeteene heere, hombre y niño treinta años". En otras palabras, esta lectura sugiere que ha sido sepulturero durante dieciséis años, pero que ha vivido en Dinamarca durante treinta. De acuerdo con esta lógica, entonces, es el sepulturero quien tiene treinta años, mientras que Hamlet solo tiene dieciséis.
Aunque, la diferencia entre un sexton y un sepulturero también debe tenerse en cuenta. Un sexton supervisa muchos trabajos diferentes alrededor de la iglesia y sus alrededores. Un cavador de tumbas simplemente cava tumbas. Hay sextones que también cavan tumbas y otros que no. Es completamente posible que el sepultero haya sido un sexton durante 30 años, pero no haya estado cavando tumbas durante todo ese tiempo. Este podría ser otro ejemplo de la forma muy redonda de hablar del personaje.
Sin embargo, esta lectura tiene la desventaja de que en el Folio se dice que el período de tiempo que Yorick ha estado en el suelo es de veintitrés años, lo que significa que había muerto siete años antes de que Hamlet naciera. Otra teoría ofrecida es que la obra se escribió originalmente con la opinión de que Hamlet tenía 16 o 17 años, pero como Shakespeare escribió sus obras para ser interpretadas y no leídas, estas líneas probablemente cambiaron, por lo que Burbage (que casi siempre fue el protagonista en las obras de teatro de Shakespeare) podría desempeñar el papel.

## Actores que interpretaron el papel

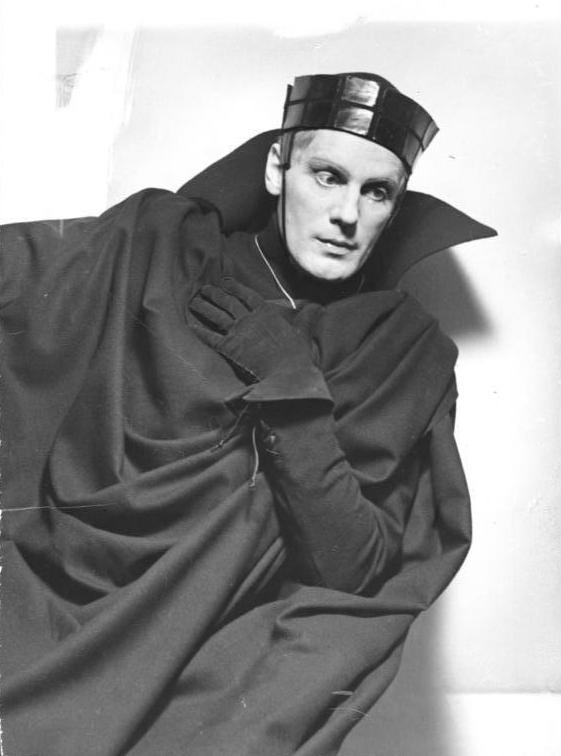
El actor alemán Gustaf Gründgens como Hamlet.

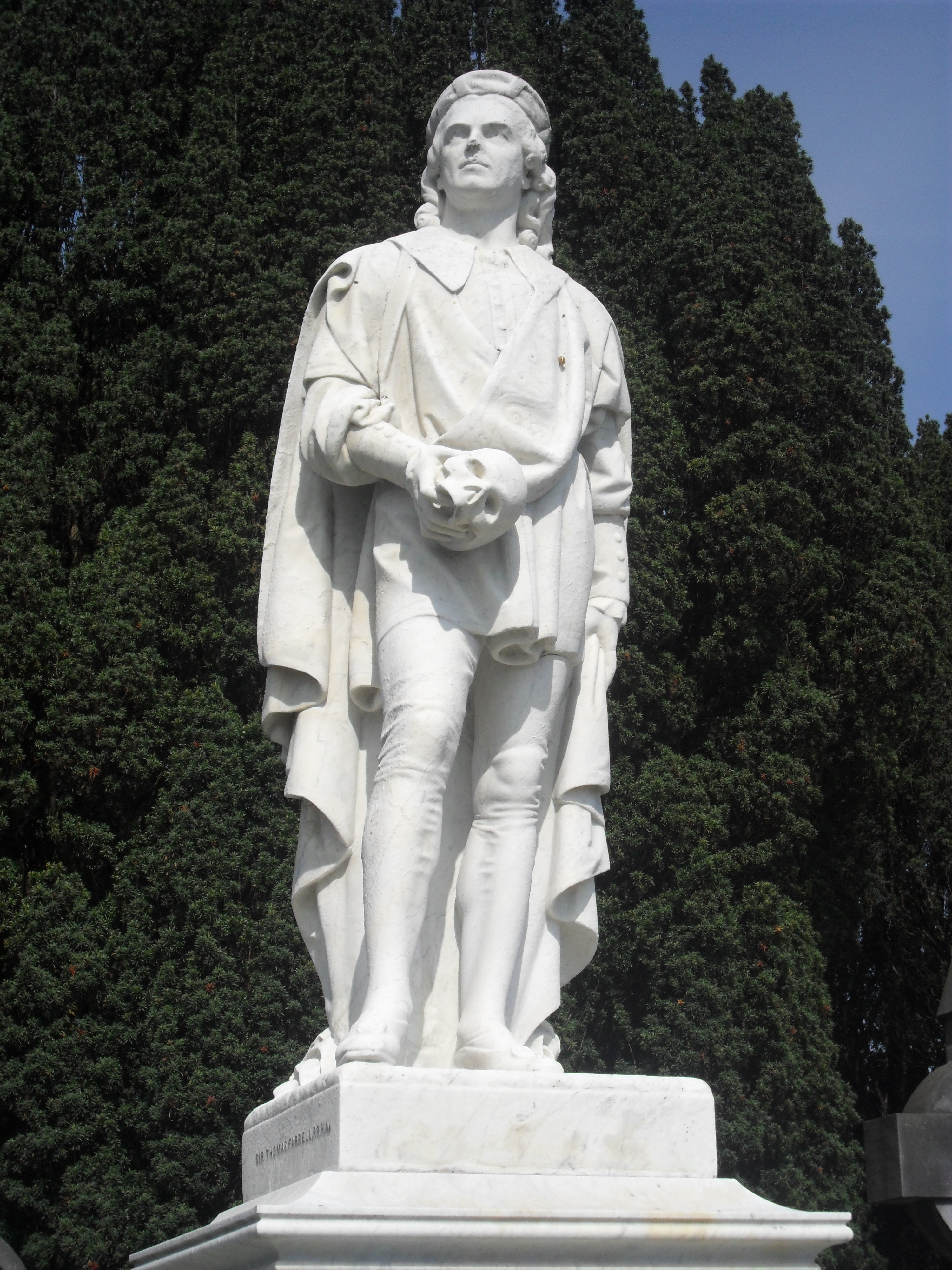
Lugar de entierro del actor Barry Sullivan en el cementerio Glasnevin, Dublín con una estatua del propio Sullivan como el príncipe Hamlet.